# Breilly
Breilly és un municipi francès situat al departament del Somme i a la regió dels Alts de França. L'any 2007 tenia 472 habitants.

## Demografia

### Població

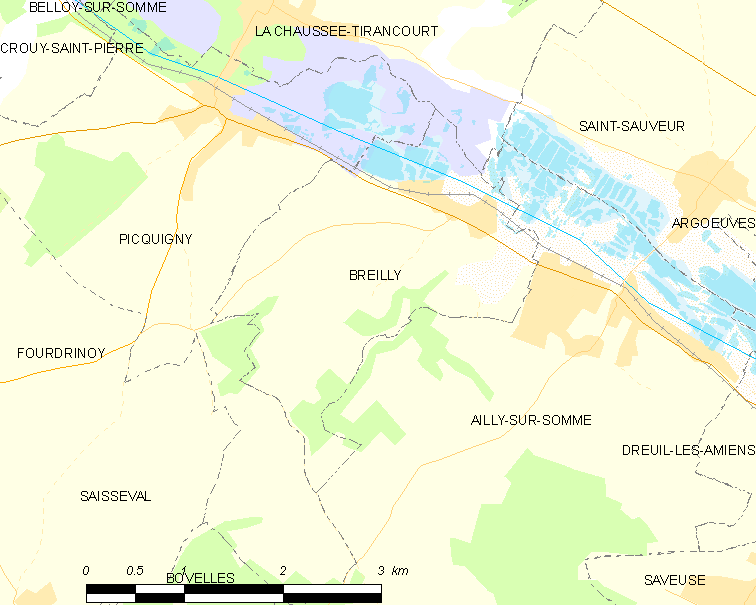

El 2007 la població de fet de Breilly era de 472 persones. Hi havia 176 famílies de les quals 40 eren unipersonals (16 homes vivint sols i 24 dones vivint soles), 48 parelles sense fills, 72 parelles amb fills i 16 famílies monoparentals amb fills.
La població ha evolucionat segons el següent gràfic:
Habitants censats

### Habitatges

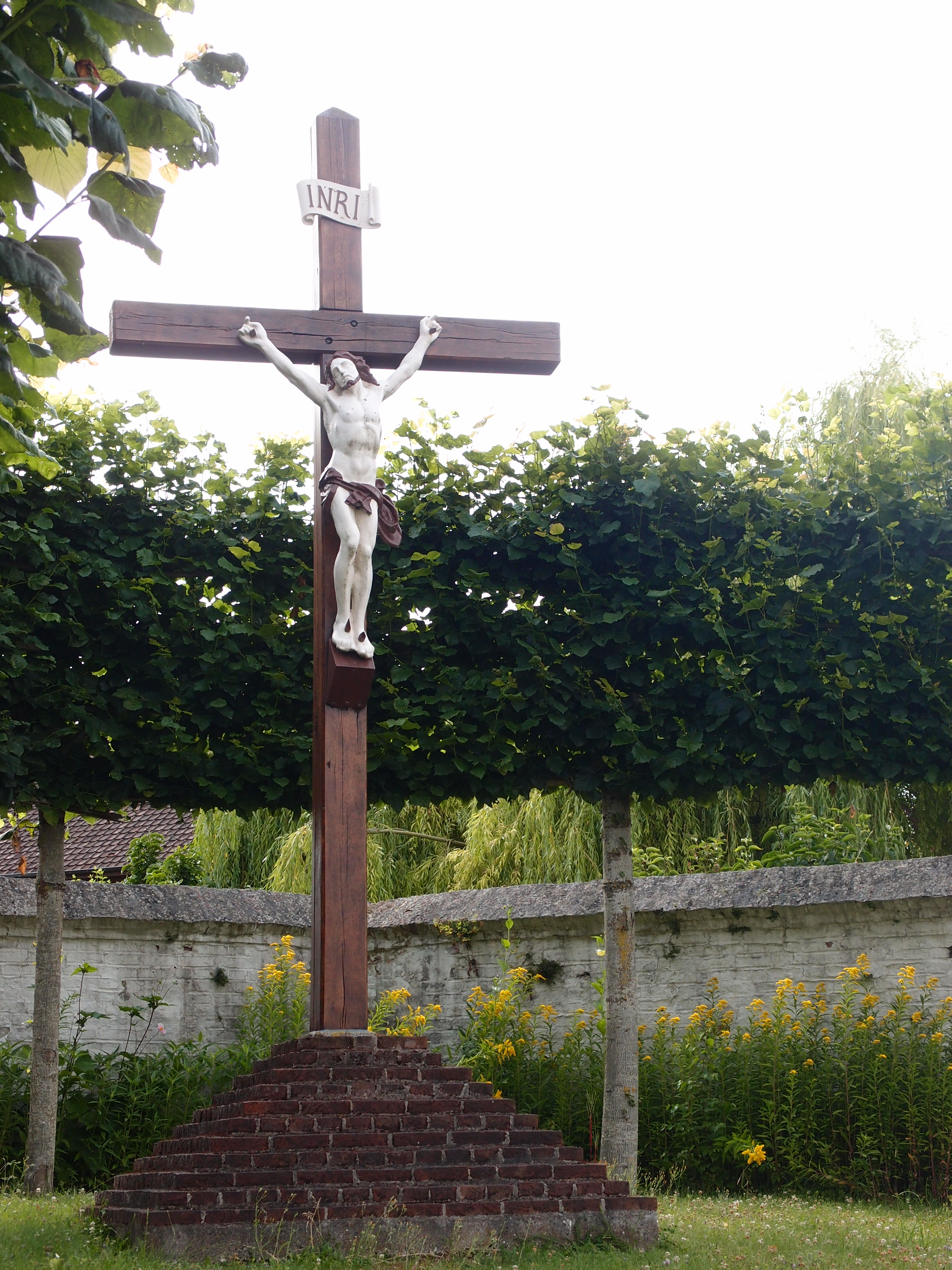

El 2007 hi havia 189 habitatges, 182 eren l'habitatge principal de la família, 2 eren segones residències i 5 estaven desocupats. Tots els 189 habitatges eren cases. Dels 182 habitatges principals, 171 estaven ocupats pels seus propietaris, 9 estaven llogats i ocupats pels llogaters i 2 estaven cedits a títol gratuït; 1 tenia una cambra, 9 en tenien dues, 21 en tenien tres, 54 en tenien quatre i 97 en tenien cinc o més. 137 habitatges disposaven pel capbaix d'una plaça de pàrquing. A 73 habitatges hi havia un automòbil i a 89 n'hi havia dos o més.

### Piràmide de població
La piràmide de població per edats i sexe el 2009 era:
| Homes | Edats   | Dones |
| ----- | ------- | ----- |
| 0     | 95 o +  | 0     |
| 0     | 90 a 94 | 0     |
| 8     | 85 a 89 | 0     |
| 4     | 80 a 84 | 8     |
| 8     | 75 a 79 | 12    |
| 8     | 70 a 74 | 12    |
| 8     | 65 a 69 | 8     |
| 12    | 60 a 64 | 0     |
| 4     | 55 a 59 | 24    |
| 16    | 50 a 54 | 4     |
| 28    | 45 a 49 | 24    |
| 4     | 40 a 44 | 4     |
| 24    | 35 a 39 | 32    |
| 16    | 30 a 34 | 24    |
| 12    | 25 a 29 | 8     |
| 8     | 20 a 24 | 12    |
| 4     | 15 a 19 | 24    |
| 20    | 10 a 14 | 12    |
| 32    | 5 a 9   | 12    |
| 12    | 0 a 4   | 20    |

## Economia
El 2007 la població en edat de treballar era de 305 persones, 207 eren actives i 98 eren inactives. De les 207 persones actives 193 estaven ocupades (103 homes i 90 dones) i 14 estaven aturades (7 homes i 7 dones). De les 98 persones inactives 36 estaven jubilades, 34 estaven estudiant i 28 estaven classificades com a «altres inactius».

### Ingressos
El 2009 a Breilly hi havia 173 unitats fiscals que integraven 455 persones, la mediana anual d'ingressos fiscals per persona era de 18.734 €.

### Activitats econòmiques
Dels 14 establiments que hi havia el 2007, 6 eren d'empreses de construcció, 2 d'empreses de comerç i reparació d'automòbils, 1 d'una empresa d'hostatgeria i restauració, 2 d'empreses financeres, 1 d'una empresa immobiliària, 1 d'una empresa de serveis i 1 d'una empresa classificada com a «altres activitats de serveis».
Dels 6 establiments de servei als particulars que hi havia el 2009, 1 era un taller de reparació d'automòbils i de material agrícola, 3 paletes, 1 fusteria i 1 lampisteria.
L'any 2000 a Breilly hi havia 5 explotacions agrícoles.

## Poblacions més properes
El següent diagrama mostra les poblacions més properes.